# Aleksiej Adżubej
Aleksiej Iwanowicz Adżubej (ros. Алексей Иванович Аджубей; ur. 9 stycznia 1924 w Samarkandzie, zm. 19 marca 1993 w Moskwie) – radziecki dziennikarz i działacz polityczny, zięć Nikity Chruszczowa.

## Życiorys
Był redaktorem naczelnym gazet «Komsomolskaja prawda» (1957–1959) i «Izwiestija» (1959–1964).
W 1964 wraz z grupą innych dziennikarzy przebywał w RFN na zaproszenie redakcji gazet zachodnioniemieckich. Zdaniem części historyków w trakcie pobytu w rozmowach powoływał się na swojego teścia, Chruszczowa, obiecując ustępstwa terytorialne ze strony Polski i zgodę na zjednoczenie Niemiec w zamian za wystąpienie ze struktur NATO. Przekazanie taśm z nagranymi wypowiedziami Adżubeja wewnątrzpartyjnej opozycji wobec Chruszczowa w KPZR miało przyczynić się do zmian na stanowiskach partyjnych (I sekretarzem został Leonid Breżniew). Adżubej zdementował te twierdzenia dowodząc, że nie znając niemieckiego nie wypowiadał tego typu słów, a cała sprawa była prowokacją ukartowaną przez zwolenników Breżniewa, w tym Jurija Andropowa mającą po fakcie uzasadnić przejęcie władzy. Taśmy z nagraniem zaś zostały sfabrykowane po jego powrocie z RFN.
Swoje wspomnienia opublikował w książce wydanej w Polsce pod tytułem Tamte dziesięć lat. Dlaczego Chruszczow musiał odejść?
Został pochowany na Cmentarzu Wwiedieńskim w Moskwie.